# Trachemys venusta cataspila
Trachemys venusta cataspila – żółw z rodziny żółwi błotnych (Emydidae), dawniej uznawany za jeden z kilkunastu podgatunków Trachemys scripta (żółwia ozdobnego), w wyniku badań molekularnych przeprowadzonych w 2002 uznany za podgatunek Trachemys venusta.

## Występowanie
Występuje w Meksyku, w stanach Tamaulipas, San Luis Potosí, Veracruz i Hidalgo.

## Charakterystyka
Podobnie jak żółw żółto- i czerwonolicy ma żółty plastron, ale różni się tym, że na plastronie jest rozciągający się pas i jego „odgałęzienia”, które tworzą dziwne wzory. Maksymalna długość karapaksu wynosi 23 cm.